# Thomas R. Karmann
Thomas Rudolf Karmann (* 3. Oktober 1973 in Straubing; † 15. November 2021) war ein deutscher Kirchenhistoriker.

## Leben

### Schule und Studium
Karmann besuchte von 1980 bis 1984 die Theodor-Eckert-Grundschule in Deggendorf, und von 1984 bis 1993 das St.-Michaels-Gymnasium im Kloster Metten. Nach dem Abitur 1993 mit den Leistungskursfächern Griechisch und Latein studierte er von 1993 bis 1995 klassische Altertumswissenschaften (Griechisch, Latein, Alte Geschichte und Archäologie) an der Universität Regensburg. Das Studium (1995–2001) der Philosophie und Theologie in Regensburg schloss er 2001 als Diplom-Theologe ab. Die Diplomarbeit Zwischen Arianismus und neuer Orthodoxie (Betreuer: Norbert Brox; Zweitgutachter: Franz Dünzl) wurde 2001 mit dem Preis für ausgezeichnete Studienleistungen des Alumni-Vereins der Universität Regensburg ausgezeichnet. 

### Universitäre Tätigkeit
Von 2001 bis 2006 war er wissenschaftlicher Mitarbeiter am Lehrstuhl für Alte Kirchengeschichte und Patrologie der Universität Regensburg (bei Ferdinand R. Prostmeier bzw. Andreas Merkt). Von 2003 bis 2010 war er Mitglied des Rates der katholisch-theologischen Fakultät der Universität Regensburg und Sprecher des wissenschaftlichen Mittelbaus.
Nach der Promotion 2006 zum Dr. theol. an der Universität Regensburg war er von 2006 bis 2014 akademischer Rat a. Z. am Lehrstuhl für Alte Kirchengeschichte und Patrologie bei Andreas Merkt. Die Dissertation Meletius von Antiochien und die Anfänge des Neunizänismus (Betreuer: Andreas Merkt; Zweitgutachter: Karl Hausberger) wurde 2010 mit dem Preis für Arbeiten auf dem Gebiet der ökumenischen Theologie der Dr. Kurt Hellmich-Stiftung ausgezeichnet. Die Habilitation erfolgte 2016 an der Universität Regensburg mit der Habilitationsschrift Studien zur Rezeption der matthäischen Genealogie in der patristischen Literatur. Für diese Schrift wurde ihm 2017 der Preis der Armin Schmitt-Stiftung für biblische Textforschung verliehen.
Bereits zuvor vertrat er von 2010 bis 2011 Alfons Fürst auf dem Lehrstuhl für Alte Kirchengeschichte, Patrologie und Christliche Archäologie an der Universität Münster. Der Preis für gute Lehre des Bayerischen Staatsministeriums für Wissenschaft, Forschung und Kunst (interdisziplinäres Seminar des Mittelbaus der Kath.-Theol. Fakultät Regensburg) wurde ihm 2011 verliehen. Andreas Merkt vertrat er von 2011 bis 2012 auf dem Lehrstuhl für Alte Kirchengeschichte und Patrologie der Universität Regensburg. Von 2013 bis 2014 vertrat er den Lehrstuhl für Alte Kirchengeschichte und Patrologie der Albert-Ludwigs-Universität Freiburg (Thomas Böhm). Als Universitätsassistent (2014–2017) am Institut für Bibelwissenschaften und Historische Theologie der Universität Innsbruck (Günther Wassilowsky) war er Fachvertreter für Alte Kirchengeschichte und Patrologie. Von 2014 bis 2018 war er Bibliotheksbeauftragter des Instituts für Bibelwissenschaften und Historische Theologie der Universität Innsbruck. Von 2016 bis 2017 vertrat er die Professur für Kirchengeschichte und Patrologie (Günther Wassilowsky); auf diese Professur wurde er 2017 berufen. Zum Wintersemester 2021/22 wechselte er an die Universität Würzburg auf den Lehrstuhl für Kirchengeschichte des Altertums, christliche Archäologie und Patrologie, doch starb bereits ein Monat nach Semesterbeginn, mit 48 Jahren.

### Forschungen
Seine Forschungsschwerpunkte waren altkirchliche Trinitätstheologie, Rezeption biblischer Schriften im frühen Christentum, antike christliche Apokryphen, Markion von Sinope und die Entstehung der christlichen Bibel, Antiochia am Orontes als Zentrum des antiken Christentums, Origenes von Alexandria und seine Rezeptionsgeschichte und frühchristliche Askese und spätantikes Mönchtum.

### Aktivitäten in Deggendorf
Karmann war von 1990 bis 1994 Mitglied des Pfarrgemeinderates Mariä Himmelfahrt in Deggendorf. Von 2006 bis 2010 war er Mitglied der Pfarrgemeinderates St. Martin, Deggendorf. 
Von 2000 bis 2008 war er Mitglied des Rates der Stadt Deggendorf und städtischer Kinder- und Jugendbeauftragter. Als Beauftragter des Malteser Hilfsdienstes für den Landkreis Deggendorf wirkte er von 2001 bis 2009. 

### Privates
Er war mit Kerstin Karmann verheiratet und lebte in Rosenheim.